# ابن بنت الميلق
ناصر الدين أبو المعالي محمد بن عبد الدائم بن محمد الشاذلي الشافعي المعروف بـابن بِنْت المَيْلَق و ابن الميلق (1331 - 1395) عالم مسلم مصري في القرن الرابع عشر الميلادي/ الثامن الهجري في العصر المملوكي الأول/ المماليك البرجية. هو قاض ومفسّر وواعظ وصوفي شاذلي وفقيه شافعي. ولاه الظاهر برقوق قضاء القضاة الشافعية بالديار المصرية في شعبان سنة 789 هـ فعزل في 791 هـ ثم انقطع عن الأعمال إلى أن توفي. من آثاره الأنوار اللائحة في أسرار الفاتحة في تفسير وحادي القلوب إلى لقاء المحبوب في تصوف وجواب من استفهم عن اسم الله الأعظم وله شعر.

## سيرته
هو محمد بن عبد الدائم بن محمد بن سلامة،‌ أبو المعالي، ناصر الدين، المعروف بـابن بنت الميلق ويختصر فيقال ابن الميلق. هو من الذين غلب لقبهم على اسمهم فلم يعرفوا إلا به ومن الذين نسبوا إلى أمهاتهم. ولد سنة 731 هـ/ 1331 م في أشمون بمحافظة المنوفية . برز في الفقه الشافعي وكان شاذليا ومفسراً وواعظاً وكانت له ميول صوفية. ولاه الظاهر برقوق قضاء الشافعية بالديار المصرية في شعبان 789 هـ فباشره بمهابة وصرامة ولم يحمد مع ذلك في ولايته وأهين بعد عزله - 791 هـ - بمدة. عزل ونكب بأخذ مال كبير منه ظلماً. انقطع عن الأعمال إلى أن توفي سنة 797 هـ/ 1395 م.

## شعره
وله شعر وقصيدة مطلعها من ذاق طعم شراب القوم يدريه شرحها ابن علان، منها:

## آثاره
- الأنوار اللائحة في أسرار الفاتحة، منه نسخة بخط أبي الفضل الطسوجي كتب في 911 هـ.
- حادي القلوب إلى لقاء المحبوب
- جواب من استفهم عن اسم الله الأعظم
- الوجوه المسفرة عن تيسير أسباب المغفرة